# HD 8535 b
HD 8535 b é um planeta extrassolar que orbita a estrela HD 8535, localizada a 171,2 anos-luz da Terra na constelação de Phoenix. Este planeta orbita a estrela em uma distância média de 2,45 UA em 1313 dias. Foi descoberto em 2009 pelo HARPS.